# 일한합방기념탑
일한합방기념탑(日韓合邦記念塔)은 1934년에 일본의 도쿄에 세워진 탑이다.

## 설립 취지
이 기념탑은 일본의 우익 단체인 흑룡회가 1910년의 한일 병합 조약 체결로 대한제국과 일본 제국이 한 나라가 된 지 25주년이 된 것을 기념하며 1934년에 세웠다.
흑룡회가 탑을 세우게 된 취지는 다음과 같이 언론에 보도되었다.
일한 합방이 이뤄진 지 25주년이 지나는 때, 내선융화는 동양평화의 초석을 놓았는데 지금까지 일한 합방을 기념하는 시설이 하나도 없는 것은 유감이다.
도우야마 미쓰루, 우치다 료헤이, 스기야마 시게마루 제씨가 각 방면의 찬성을 얻어 1934년 합방 25주년을 맞는 때 합방을 기념하는 '일한합방기념탑'을 건설하게 되었다.

탑 건설의 주역인 우치다 료헤이는 건설 취지를 한일 병합 조약 체결 25주년을 맞아 양국 병합이라는 대업을 완성한 메이지 천황의 위업을 기리는 것이 주목적이라고 밝혔다. 우치다는 "그 대업을 기념할 물건이 하나도 없음을 안타까워하여 영세불망탑(永世不忘塔)을 세우게 된 것"이라고 말하면서, 이용구의 사망 23주기, 송병준의 사망 10주기를 맞았다는 점도 덧붙였다.
공사에는 총리대신인 사이토 마코토가 앞장섰다. 조선총독 우가키 가즈시게는 당시 이 탑을 세우는 것을 유일하게 반대했는데, 그 이유는“지금 괜히 탑을 세워 조선인들의 신경을 건드릴 필요가 없다"는 것이었다.

## 위치와 모양
탑의 위치는 도쿄의 메이지 신궁 부근이다. 현재의 요요기 공원 인근이며 하라주쿠역과 가깝다.
부지는 약 76평이며 탑의 높이는 약 10미터로 3층 높이이다. 모양은 경주시의 다보탑을 본떠 화강석으로 만들었다. 약간 경사진 부지였기에 기단으로 균형을 맞추고 철근 축에 화강석을 붙이는 형태로 세워졌다. 이토 히로부미의 묘지에서 나무 두 그루를 옮겨심기도 했다.
공사비는 10만 원이 소요되었다. 재벌 3가인 미쓰비시, 미쓰이, 스미토모를 비롯해 기업체에서 찬조금을 받아 충당했다.

## 제막과 철거
본래 메이지 천황의 생일인 11월 3일에 제막식을 거행하기로 했으나, 공사가 늦어져 11월 29일에 제막되었다. 제막식에는 일진회 회장을 지낸 이용구의 아들 이현규와 일진회 평의장 유학주의 아들 유동이 초청자에 포함되어 참석했다. 흑룡회는 관련 사진을 묶어 《일한합방기념탑사진첩》이라는 단행본도 출간했다.
탑이 철거된 시기는 1975년 경이다. 도쿄에서 개최된 1964년 하계 올림픽 경기가 부근에서 열리면서 한국 대표단과 관광객의 눈에 띄어 이 탑의 존재가 한국에 알려졌고, 이후 일본 정부가 임시 철거했다. 일본 정부는 탑을 해체하여 두 부분으로 나눈 뒤 오메시의 신사와 이바라키현에 분리 수용했다.

## 합방공로자
탑 뒤에는 따로 비석을 세워 한일 병합 조약 체결의 공로자 이름을 "합방에 공헌한 조야 동지"라는 명목으로 새겼다. 이름이 새겨진 공로자는 약 423명이며 이 가운데 이토 히로부미를 필두로 한 일본인이 60명, 한국인이 363명이다. 한국인의 이름 중에는 이용구와 송병준이 가장 앞에 적혀 있다.
이완용이나 을사오적 등 잘 알려진 대신들의 이름이 빠져 있는데, 이유는 이들이 일진회에게 공로를 빼앗길까봐 자신의 이익을 위해 나라를 판 것이며 신하의 도리를 저버렸다는 것이었다. 탑에 새겨진 한국인 공로자의 명단은 서지학자 이종학이 분석한 것을 1986년에 《한국일보》가 보도하면서 한국에 처음 알려졌다.
일한합방기념탑은 석실에 봉납된 공로자를 나열하기 전에 다음과 같이 적었다.
합방의 주창자 일진회 회장 이용구는 속히 일한합방을 성취하여 부하 백만의 회원을 거느리고 만주로 이주하고 그곳에 근거를 만들어 일만연방을 실현하여 이를 아세아 전역에 미칠 것을 계획한 것으로서 이 일 모두를 송병준과 우리들과 협의하였다. 한국의 여론을 지도하거나 피아 재조의 제공을 움직이고 혹은 청원서를 제출하여 백방으로 고심하여 드디어 1910년 8월 29일의 조서를 맞기에 이른 것이다.

(중략)

이에 일한합방기념탑을 건설하여 영구히 메이지 천황의 유업을 찬미하여 받들고 아울러 이용구 송병준 두 사람을 시작으로 당시 합방에 공헌한 조야 동지의 이름을 새겨 탑 속의 석실에 둠으로써 이를 영원히 전한다.

## 같이 보기
- 흑룡회
- 한일 병합 조약

## 참고자료
- 월간 아리랑 (1999년 3월 25일). “도쿄에 `다보탑' 유사품이 세워진 이유 - 메이지 신궁 앞에 세워져 있던 `합방기념탑'”. 《月刊アリラン》.[깨진 링크(과거 내용 찾기)]
- 이이화 (1997년 7월 1일). 〈일제의 앞잡이로 살아간 이용구〉. 《이이화 역사인물 이야기》. 서울: 국학연구원. ISBN 8976962060.